# 고대 원소
고대 원소(古代元素, 영어: classical elements) 또는 고대의 원소는 고대인들이 우주의 기본 요소라고 믿었던 원소들을 가리킨다. 고대 원소 체계로는 사대 원소(四大元素), 오대 원소(五大元素), 불교의 사대(四大) · 오대(五大) · 육대(六大), 동양 철학의 오행(五行), 중세 연금술의 삼원소(三元素) · 사원소(四元素) 등의 체계가 있다.

## 사대 원소
4대 원소(四大元素)는 공기(Air) · 물(Water) · 불(Fire) · 흙(Earth)을 말한다. 기원전 철학자들은 우주의 기본 요소가 이들 4개의 원소라고 믿었다. 4대 원소를 최초로 정리한 사람은 엠페도클레스이다.

## 같이 보기
- 오행
- 고대의 일곱 행성
- 연금술
- 바이셰시카 학파
- 사대종
- 오대 (용어)